# Andrzej Białek
Andrzej Białek (ur. 11 czerwca 1973) – polski piłkarz, występujący na pozycji napastnika.

## Życiorys
W 1993 roku został zawodnikiem pierwszoligowej wówczas Siarki Tarnobrzeg. W klubie tym rozegrał 50 spotkań w pierwszej lidze. W sezonie 1994/1995 był królem strzelców II ligi. W 1998 roku przez pół sezonu był zawodnikiem Okocimskiego Brzesko. Karierę zakończył w Hutniku Kraków na początku 2002 roku.
2 sierpnia 1995 roku wystąpił w meczu reprezentacji Polski U-21, przegranym 2:4 z Norwegią.

## Statystyki ligowe
| Sezon         | Klub              | Liga     | Mecze | Gole |
| ------------- | ----------------- | -------- | ----- | ---- |
| 1992/1993     | Stal Nowa Dęba    | IV liga  | ?     | ?    |
| 1993/1994     | Siarka Tarnobrzeg | I liga   | 23    | 2    |
| 1994/1995     | Siarka Tarnobrzeg | II liga  | 33    | 20   |
| 1995/1996     | Siarka Tarnobrzeg | I liga   | 27    | 4    |
| 1996/1997     | Siarka Tarnobrzeg | II liga  | 19    | 4    |
| 1997/1998 (j) | Siarka Tarnobrzeg | III liga | ?     | ?    |
| 1997/1998 (w) | Okocimski Brzesko | II liga  | 15    | 10   |
| 1998/1999 (j) | Siarka Tarnobrzeg | III liga | ?     | ?    |
| 1998/1999 (w) | Hutnik Kraków     | II liga  | 14    | 5    |
| 1999/2000     | Hutnik Kraków     | II liga  | 33    | 12   |
| 2000/2001     | Hutnik Kraków     | III liga | ?     | 11   |
| 2001/2002 (j) | Hutnik Kraków     | II liga  | 15    | 1    |